# Ophthalmoblysis fulvistrota
Ophthalmoblysis fulvistrota är en fjärilsart som beskrevs av Paul Dognin 1908. Ophthalmoblysis fulvistrota ingår i släktet Ophthalmoblysis och familjen mätare. Inga underarter finns listade i Catalogue of Life.